# Ben Bender
Ben Bender (Baltimore, 2001. március 7. –) amerikai labdarúgó, a Charlotte középpályása.

## Pályafutása
Bender a maryland-i Baltimore városában született. Az ifjúsági pályafutását a Fewster és a Philadelphia Union csapatában kezdte, majd a Baltimore Armour akadémiájánál folytatta.
2021-ben mutatkozott be a Baltimore Christos felnőtt csapatában. 2022. január 11-én az újonnan alakult, első osztályban szereplő Charlotte szerződtette. Először a 2022. február 27-ei, DC United ellen 3–0-ra elvesztett mérkőzés 78. percében, Brandt Bronico cseréjeként lépett pályára. Első gólját 2022. március 20-án, a New England Revolution ellen hazai pályán 3–1-re megnyert találkozón szerezte meg. A 2024-es szezon második felében a Tampa Bay Rowdies-nál szerepelt kölcsönben.

## Statisztikák
2023. május 14. szerint
| Klub      | Szezon   | Osztály  | Bajnokság | Bajnokság | Kupa  | Kupa | Nemzetközi | Nemzetközi | Összesen | Összesen |
| Klub      | Szezon   | Osztály  | Meccs     | Gól       | Meccs | Gól  | Meccs      | Gól        | Meccs    | Gól      |
| --------- | -------- | -------- | --------- | --------- | ----- | ---- | ---------- | ---------- | -------- | -------- |
| Charlotte | 2022     | MLS      | 28        | 3         | 3     | 0    | —          | —          | 31       | 3        |
| Charlotte | 2023     | MLS      | 7         | 1         | 1     | 0    | —          | —          | 8        | 1        |
| Összesen  | Összesen | Összesen | 35        | 4         | 4     | 0    | 0          | 0          | 39       | 4        |